# Teatro de marionetas ruso

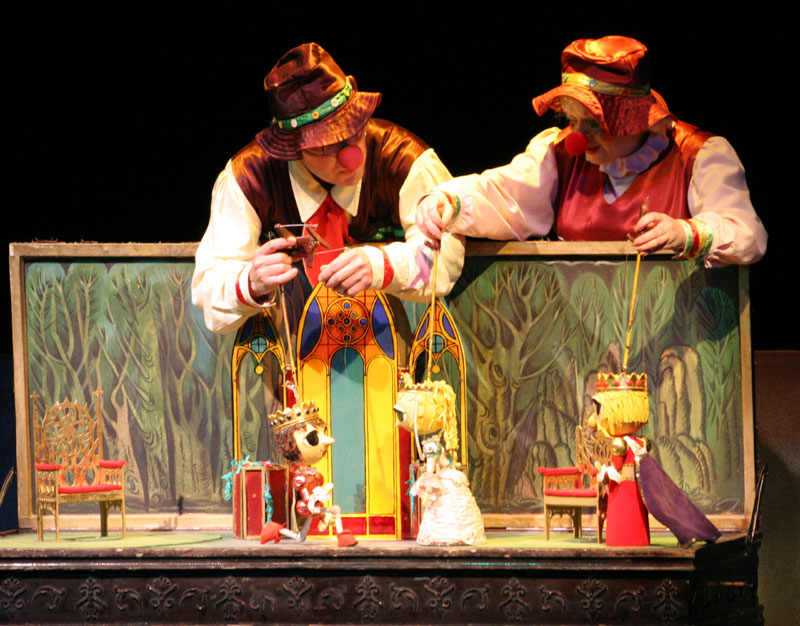
Marionetistas contemporáneos en Sarátov.

El teatro de marionetas ruso parece haberse originado en las migraciones del Imperio Bizantino en el siglo VI o posiblemente por los mongoles que viajaban desde China. Los juglares eslavos itinerantes presentaban espectáculos de marionetas en el oeste de Rusia en el siglo XIII, llegando a Moscú a mediados del siglo XVI. Aunque las tradiciones rusas fueron influenciadas en gran medida por los marionetistas de Europa occidental en el siglo XVIII, el personaje de Petrushka siguió siendo una de las figuras principales. Además de las marionetas y los títeres de guante, las marionetas de varillas y las planas se introdujeron durante un tiempo, pero desaparecieron a finales del siglo XIX.
Los teatros de marionetas actuales deben gran parte de su popularidad a Nina Simonovich-Efimova y a su esposo, quienes recibieron el apoyo de las autoridades rusas poco después de la Revolución de Octubre para montar un teatro de marionetas en Moscú. Introdujeron una serie de diseños innovadores y presentaron una gama de temáticas tanto para niños como para adultos. Serguéi Obraztsov, que interpretaba cuentos populares clásicos con títeres de guante y marionetas, estableció su propio teatro en 1938. Las representaciones de marionetas se generalizaron cada vez más durante la era soviética y siguen siendo populares desde entonces.

## Historia
El origen del marionetismo ruso no está del todo claro. A menudo se le atribuye a Italia, debido a las similitudes entre los personajes de Petrushka y Polichinela. Otros teóricos creen que los teatros de marionetas podrían haber emigrado de Bizancio a las regiones eslavas del Este, conocidas como Rus de Kiev, o que los mongoles podrían haberlos acercado desde China. El teatro de marionetas fue popular en Occidente en el siglo XII y la evidencia indica que había comenzado a florecer ya en el siglo VI en el Imperio Bizantino. Debido a la naturaleza de los artistas itinerantes, muchas tradiciones culturales pueden haber sido influenciadas por la interacción extranjera. Las antiguas costumbres eslavas para celebrar los ciclos del solsticio muestran que había una tradición de usar máscaras y maniquíes en las ceremonias para marcar el final de una temporada y el comienzo de otra. En una de estas ceremonias de la Noche de Iván Kupala, los muñecos masculinos, llamados Kupalo, y las muñecas femeninas, llamadas Marena, están hechos de paja. Las muñecas femeninas son secuestradas repetidamente obligando a las mujeres a renovar su suministro, hasta que en el tira y afloja, las muñecas son desgarradas y dispersadas.

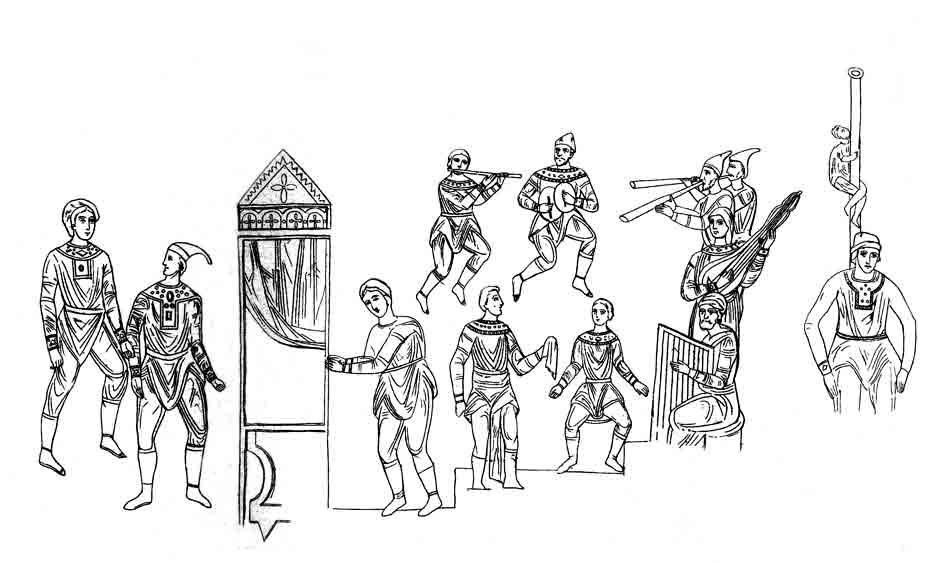
Ejemplo de los llamados skomoroch.

Entre los siglos XI y XIII, la palabra utilizada para el teatro en Rusia fue pozorishche, un término distinto de igrishche, que representaba un espectáculo dramático con actores en vivo. Kukla, el término ruso moderno para referirse al teatro de marionetas, fue utilizado por primera vez en 1699. Los juglares itinerantes conocidos como skomorokhs eran los titiriteros originales en Rusia y para el siglo XIII se habían trasladado del Rus de Kiev a Nóvgorod. A mediados del siglo XVI, trasladaron su actividad a Moscú cuando Iván IV ordenó que fueran llevados allí con su espectáculo de osos. En la década de 1630, las marionetas se habían convertido en una parte integral de las representaciones de los juglares, incluyendo una forma innovadora de crear un escenario con mantas atadas a la cintura y levantadas sobre sus cabezas con varillas para que sus manos tuvieran libertad para mover sus marionetas. En 1648, a los skomorokhi se les prohibió seguir actuando en virtud de una ley que pretendía acabar con la superstición en beneficio de la moralidad rusa. A partir de entonces, las marionetas se importaban cada vez más de Alemania y Dinamarca. A mediados del siglo XVIII, también eran habituales en Rusia las actuaciones regulares de compañías de marionetas francesas, alemanas e italianas.
Los carteles de la época muestran que en la década de 1730, el personaje de Petrushka había sido reemplazado en gran medida por héroes occidentales, aunque las veintitrés obras de teatro en las que todavía aparecía demuestran que no había sido olvidado y que las influencias extranjeras no terminaron de opacar su figura. En el siglo XVIII, era común ver presentaciones de títeres de varilla. La tradición surgió en Rusia y en los países vecinos, como Lituania, Polonia y Ucrania, cuando se prohibió la celebración de representaciones de la Natividad en las iglesias. Como los pesebres portátiles se instalaban en entornos más seculares, las representaciones en sí también abandonaron la temática religiosa.

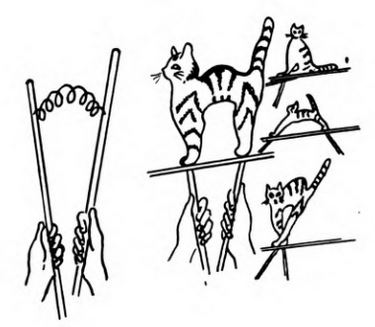
Nina Efimova y el diseño de un títere con forma de gato.

Ivan Finogenovich Zaitsev fue uno de los marionetistas rusos del siglo XIX que trabajaba con marionetas planas de metal. Estas aparecían en el escenario a través de ranuras cortadas en la mesa y representaban escenas de las guerras o comedias turco-rusas. Uno de sus contemporáneos, Jocovlevich Siezova, hizo marionetas de madera similares, pero estas representaciones se extinguieron a finales del siglo XIX. Una parodia de 1908 de la obra El pájaro azul que se había producido en el Teatro de Arte de Moscú fue interpretada con marionetas por Stanislavsky en el cabaret "El murciélago"; Andrei Belyi y Nikolai Evreinov fracasaron en sus intentos de poner en escena teatros de marionetas; y dos mujeres, Olga Glébova-Soudeïkina y Liubov Shaporina, diseñaron novedosas marionetas, pero fueron incapaces de lograr el éxito con su teatro en el período prerrevolucionario.
En 1916, cuando Nina Simonovich-Efimova aplicó para la Beca de Artistas de Moscú, eran pocos los que practicaban este arte. Ese mismo año, Yulia Slonimskaya Sazonova creó un espectáculo de marionetas llamado Las Fuerzas del Amor y la Magia con un opulento vestuario, orquestación y puesta en escena, que obtuvo relevancia. Shaporina comenzó a dibujar escenas y trajes para un teatro de marionetas que lanzó con éxito en 1918 en Petrogrado.
Tanto Slonimskaia como Efimova trabajaron no sólo para elevar el arte de las marionetas, sino que también escribieron teorías teatrales sobre ellas, su aplicación, diseño y desarrollo. En 1918, Efimova y su marido, Iván Efimov, habían recibido el encargo de diseñar un teatro para niños de acuerdo con la política de reestructuración socialista del gobierno, convirtiéndose en los primeros marionetistas profesionales de Rusia y ganándose el título los precursores del marionetismo ruso. Llevando su espectáculo de títeres de mano por la ruta, el sustento de los Efimov durante seis años llegó gracias a su actividad teatral. A lo largo de su carrera, Efimova, que se encargaba de dar vida a los títeres, patentó diseños innovadores para juegos de sombras utilizando siluetas, títeres de varilla y maniquíes de tamaño natural, en su intento de "establecer la validez de los títeres como una disciplina única". El trabajo de Slonimskaia se centró principalmente en las marionetas, que más tarde llevó a Francia, Portugal y los Estados Unidos.

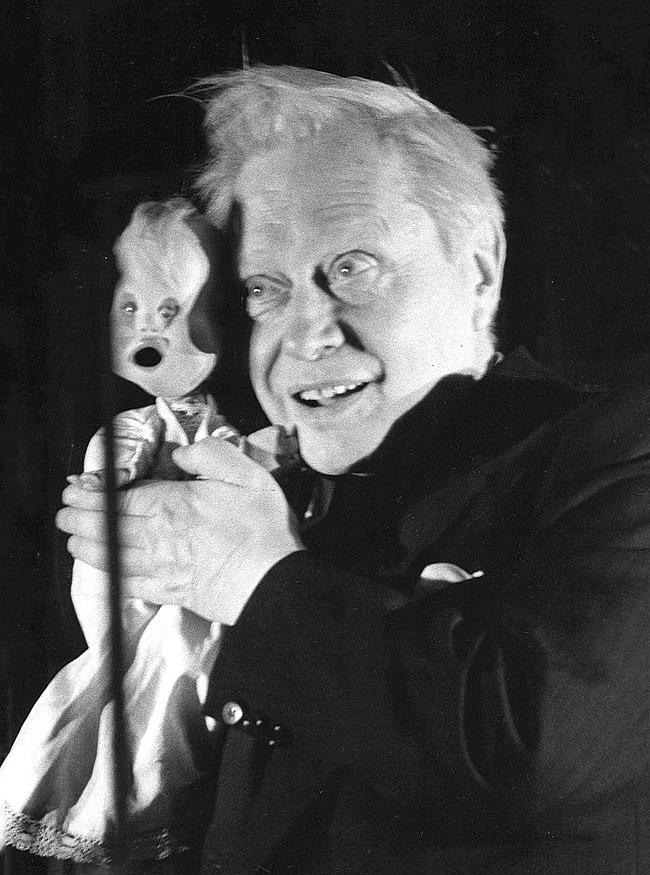
Serguéi Obraztsov, uno de los más destacados exponentes del marionetismo ruso.

En 1924, los teatros de motivación política habían surgido en varios lugares, como el Teatro Petrushka, fundado por Yevgeny Demmeni en San Petersburgo. Ese teatro se fusionó con el Teatro de Marionetas de Petrogrado y más tarde fue rebautizado como Teatro de Marionetas de Leningrado. En 1929 se inauguró el Teatro Infantil del Libro y en 1931 se inauguró el Teatro de Títeres Bolshoi en Leningrado. En la década de 1930, los reglamentos estatales exigían que todas las actuaciones, es decir, circos, espectáculos de variedades, conciertos musicales y teatros de marionetas, estuvieran controlados por los GOMET, el Departamento de Estado creado específicamente para su regulación. Una de las medidas que este departamento puso en marcha fue que los espectáculos debían celebrarse en teatros ya establecidos y no podían seguir siendo shows callejeros itinerantes. Serguéi Obraztsov brindó su primera actuación en solitario como titiritero en 1923, pero trabajó principalmente como actor de teatro hasta 1931, cuando los directores del Estudio Central de Arte Infantil se le acercaron para formar un teatro de títeres. Obraztsov se convirtió en el director artístico del Teatro de Marionetas del Estado Central, y escenificó obras de parodia con temas dirigidos tanto a adultos como a niños. Usaba títeres de guante y marionetas, viajando por Moscú y sus alrededores hasta 1938, cuando estableció su propio teatro. Después de que su establecimiento fuera bombardeado durante la guerra, se trasladó a Novosibirsk hasta que terminó el conflicto bélico. Los personajes de Obraztsov evocaban una expresión realista e interpretaban tanto cuentos populares clásicos como sofisticadas obras literarias.
Durante la era soviética, los teatros se extendieron por toda la Unión Soviética hasta ciudades provinciales como Arcángel, Ivánovo, Nizhni Nóvgorod, Rostov, Rybinsk, Samara y Yaroslavl, así como a otros estados soviéticos. La República Socialista Soviética de Georgia desarrolló una fuerte tradición de marionetas y en la República de Jakasia, un teatro de marionetas en Abakán ganó importancia. Se hizo un esfuerzo por hacer marionetas más humanistas y alejadas de las raíces del arte popular, lo que llevó al uso casi exclusivo de los títeres de guante o de varillas. En 1959, el Instituto de Música, Cine y Teatro de Leningrado creó un departamento de títeres, formalizando la formación estatal de los titiriteros. Durante las reformas políticas en la era Gorbachov, la experimentación comenzó con titiriteros que aparecían en el escenario con sus maniquíes e incluso con actores que representaban personajes de marionetas. Revaz Gabriadze fue uno de los titiriteros más conocidos del final de la era soviética.

## Actualidad

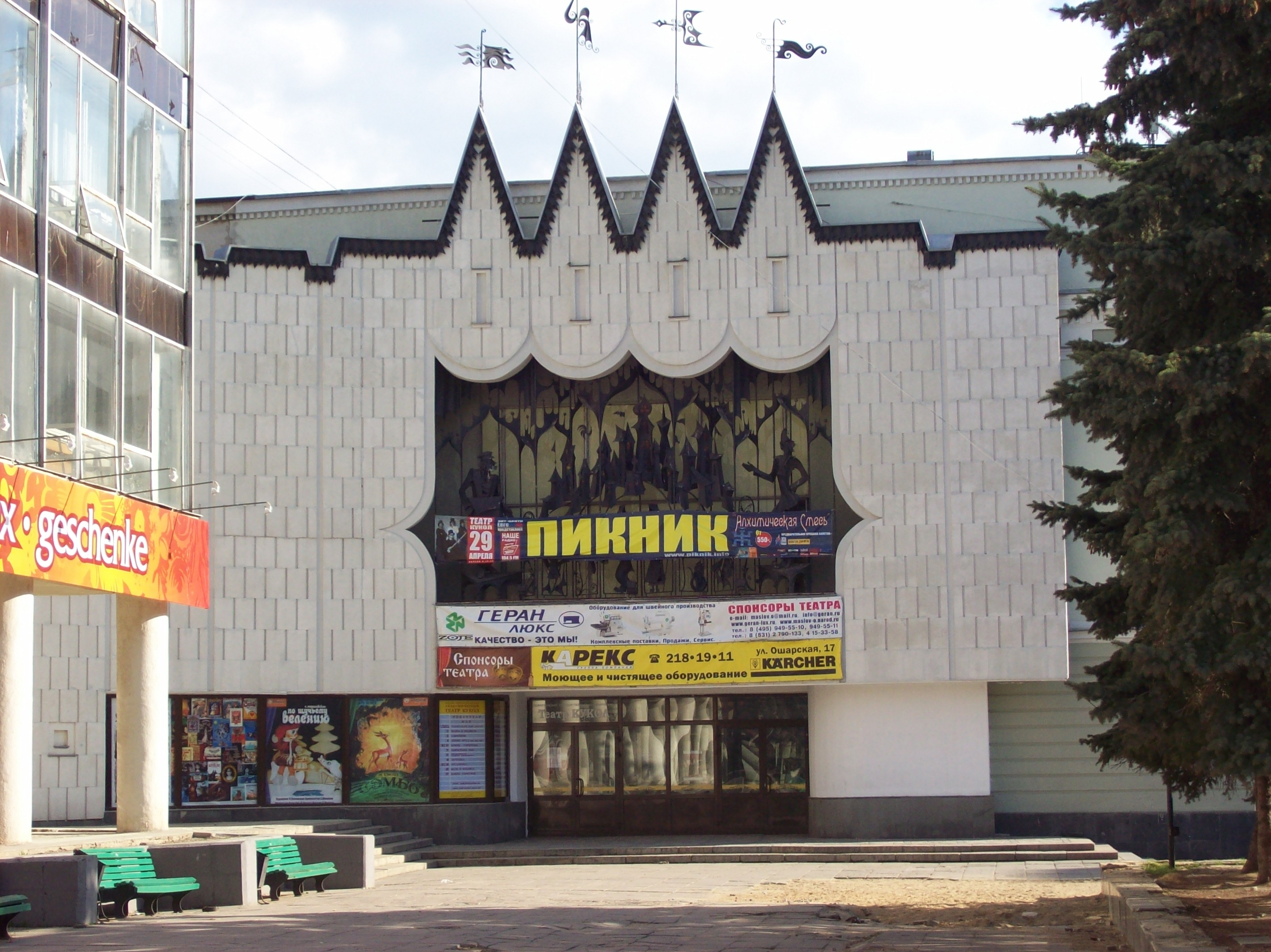
El teatro de marionetas de Nizhny Nóvgorod.

En el año 2000, el Museo de Arquitectura de Moscú organizó una exposición de marionetas realizadas por destacados artistas para mostrar las variaciones en el diseño y la artesanía asociadas a los maniquíes. El teatro de marionetas, sin la restricción del realismo, ha vuelto a sus raíces primigenias. Las marionetas han visto un resurgimiento y se emplean una serie de enfoques escénicos, que incluyen una vez más el juego de sombras y el movimiento tradicional de los títeres. El teatro se ha alejado de ser un lugar exclusivo para niños y actualmente presenta todo tipo de temáticas.
Entre los escenarios más reconocidos se encuentran el teatro de marionetas de Ekaterimburgo, conocido por emplear a algunos de los diseñadores de marionetas más populares de Rusia; el Khakassian Puppet Theater Fairy Tale en Abakán, reconocido por sus maniquíes de madera que interpretan temas típicamente bíblicos; el Teatro de Títeres de Arcángel, que tiende a centrarse en la tradición cultural; y el Teatro Potudan de San Petersburgo, conocido como el más innovador. Cuando se abrió el Teatro Potudan en el año 2002, su repertorio se centró en la novela de Andrei Platonov, El río Potudan. Ese mismo año se amplió para incluir una adaptación de la historia de Nikolai Gogol, Avenida Nevsky. Las actuaciones son para un público adulto y exploran temas de la vida universal. El Teatro Ten recrea intrincadas obras de teatro de sombras que parodian las actuaciones del legendario Teatro Bolshoi. También se celebran eventos donde los artistas introducen a los niños en el teatro, explicando los matices de varios géneros.

### Citas
1. ↑  World Encyclopedia of Puppetry Arts, 2019.
2. ↑  Petrouchka, 2019.
3. ↑  Zguta, 1974, p. 709.
4. ↑  Zguta, 1974, p. 711.
5. ↑  Zguta, 1974, pp. 712-713.
6. ↑  Zguta, 1974, pp. 716-717.
7. ↑  Zguta, 1974, p. 715.
8. ↑  Zguta, 1974, pp. 717-718.
9. ↑  Zguta, 1974, p. 718.
10. ↑  Zguta, 1974, p. 719.
11. 1 2  Zguta, 1974, p. 720.
12. ↑  Batchelder, 1947, pp. 122-123.
13. ↑  Batchelder, 1947, p. 140.
14. ↑  Batchelder, 1947, p. 142.
15. 1 2  Posner, 2012, p. 120.
16. 1 2  Batchelder, 1947, p. 173.
17. 1 2  Posner, 2014, p. 130.
18. ↑  Slonimsky, 2012, p. 8.
19. ↑  Фрумкина, 2011.
20. ↑  Posner, 2012, pp. 126-127.
21. ↑  Карпова, 2016.
22. ↑  Reeder, 1989, p. 112.
23. ↑  Batchelder, 1947, p. 174.
24. ↑  Posner, 2014, p. 140.
25. ↑  Lipetsk Regional Universal Scientific Library, 2013.
26. ↑  Posner, 2012, p. 127.
27. ↑  Slonimsky, 2012, p. 8-9.
28. ↑  Rubin, Nagy y Rouyer, 2001, p. 730.
29. ↑  Beumers, 2005, p. 161.
30. ↑  InfoCentre, 2012.
31. ↑  Tsarevskaya, 2005.
32. ↑  Goñi, 2008.
33. ↑  Balfour, 2001, p. 178.
34. ↑  Beumers, 2005, p. 162.
35. 1 2  Beumers, 2005, p. 163.
36. ↑  Beumers, 2005, p. 167.
37. ↑  Beumers, 2005, pp. 163-164.
38. ↑  Beumers, 2005, p. 164.
39. ↑  Beumers, 2005, pp. 166-167.